# Vechte
Die Vechte (in den Niederlanden Vecht beziehungsweise Overijsselse Vecht) ist ein 182 Kilometer langer, von der Münsterländer Tieflandsbucht über die Sandniederung um Nordhorn zum IJsselmeer in den Niederlanden verlaufender Fluss. Die Vechte wird mitunter zum Stromgebiet des Rheins gerechnet, kann aber auch als eigenständiges Flusssystem betrachtet werden (siehe dazu: Flusssystem des Rheins).

## Name
Der Fluss wurde 1240 als Vechta erstmals urkundlich erwähnt. In den Niederlanden wird er zur Unterscheidung von der Utrechtse Vecht auch als Overijsselse Vecht bezeichnet. Die Deutung des Namens ist unsicher. Möglicherweise besteht ein Zusammenhang mit dem germanischen Verb *fanh-a- „fangen“ und nahm Bezug auf eine Einrichtung im Wasser zum Fischfang.

## Geographie

### Flusslauf
Die Vechte entspringt am Ortsrand von Darfeld (Gemeinde Rosendahl) im westlichen Münsterland in einer kleinen Karstquelle am Nordfuß der Baumberge. Nach etwa vier Kilometern strömt der Darfelder Vechte von rechts der um rund die Hälfte größere Rockelsche Mühlenbach zu. Laut einem verwaltungsgerichtlichen Feststellungsbeschluss aus dem Jahre 1962 wird der nach weiteren zweieinhalb Kilometern erfolgende Zusammenfluss mit dem deutlich weniger Wasser als die Vechte führenden Burloer Bach in Eggerode (Gemeinde Schöppingen) als eigentlicher Beginn („Entstehung“) der Vechte bezeichnet.
Die Vechte fließt westlich an Schöppingen vorbei und durchfließt Metelen. In Welbergen mündet von rechts der Gauxbach, und die Vechte wendet sich in nordöstliche Richtung bis Wettringen. Zusammen mit der wenig später einmündenden, mindestens ebenbürtigen Steinfurter Aa durchbricht sie hier die 20 bis 40 Meter ansteigenden saaleeiszeitlichen Endmoränen der Rheiner Höhen und erreicht kurz danach Niedersachsen. Bei Schüttorf begrenzt ihre Niederung den westlich ansteigenden Bentheimer Höhenrücken, einen Sandsteinzug in Fortsetzung des Teutoburger Waldes. Durch teils moorige Sandebenen gelangt sie nach Nordhorn und nach Neuenhaus, wo ihr als größter überwiegend deutscher Nebenfluss die Dinkel zufließt. Einige Kilometer weiter nordwestlich passiert sie nahe der Einmündung der Lee Hoogstede, danach Ringe und Emlichheim. Hier wendet sich die Vechte nach Westen. Sie hat hier bereits eine Wasserführung von 18 m³/s erreicht und bis zur Staatsgrenze ein Gefälle von 96 Höhenmetern überwunden.
Nachdem der Fluss in Laar auf einer Höhe von neun Meter über dem Meer die deutsch-niederländische Grenze gequert hat, heißt er Overijsselse Vecht und fließt in südwestlicher und westlicher Richtung über Hardenberg und Ommen nach Dalfsen. Unterhalb von Ommen fließt ihr von links als größter Nebenfluss die Regge zu, die mehr als acht Kubikmeter pro Sekunde Wasser führt. Nordöstlich von Zwolle schwenkt der Fluss auf die nördliche Fließrichtung des von Zwolle herkommenden Zwarte Water ein. Dieser breite Wasserlauf behält danach seinen Namen bei, ist aber eigentlich ein Nebenfluss der wesentlich größeren Vechte.

### Flusssystem und Gewässerdaten
Die Angaben zum Einzugsgebiet und zur Wasserführung der Vechte variieren stark, weil sich die Daten teilweise auf den Flusslauf im engeren, namentlichen Sinne beziehen, also bis zum Zusammenfluss mit dem Zwarte Water, teilweise aber auf den Ort des Sperrwerks bei Ramspol, das die seeartige Erweiterung Zwarte Meer vom Ketelmeer, einem Seitengewässer des IJsselmeeres, trennt. Im engeren Sinne umfasst das Einzugsgebiet 3780 km²; für das Gebiet im weiteren Sinne reichen die Angaben von 5741 km² bis 6300 km². Der mittlere Abfluss an der Mündung ins IJsselmeer ist mit rund 50 m³/s angeben, was angesichts der Gebietsabflüsse der umliegenden Pegel, die recht einheitlich zwischen 10 und 11 l/s.km² liegen, etwas zu gering erscheint und rechnerisch eher bei 60 m³/s liegt. Am Zusammenfluss der Vechte mit dem Zwarte Water ergeben sich rechnerisch rund 40 m³/s.

### Nebenflüsse
- Gauxbach
- Steinfurter Aa
- Dinkel
- Lee
- Regge (NL)

### Kilometrierung in Deutschland
Die Kilometrierung zählt abwärts bis zur niederländisch-deutschen Grenze.
- 64,6 Schüttorf
- 60,5 Autobahnbrücke A 30
- 44,6 Vechtesee
- 43,8 rechts Schleuse zum Ems-Vechte-Kanal und Süd-Nord-Kanal, links Nordhorn-Almelo-Kanal
- 43,5 die Vechte umfließt die Innenstadt von Nordhorn in zwei Armen
- 38,4 Koppelschleuse, Ende des Ems-Vechte-Kanals
- 28,0 Zufluss der Dinkel von links
- 19,9 Zufluss der Lee von rechts
- 11,8 Zufluss des Haselaargrabens von rechts
- 10,5 Straßenbrücke B 403 Emlichheim–Neuenhaus
- 0 deutsch-niederländische Grenze

### Kanäle
Bei Nordhorn zweigen drei Kanäle ab:
- nach Norden: Süd-Nord-Kanal und
- nach Osten: Ems-Vechte-Kanal über den Nordhorner Verbindungskanal
- nach Westen: Nordhorn-Almelo-Kanal

## Ökologie

### Wasserqualität
Im März 2019 wurden erhöhte Nitratwerte in der Vechte festgestellt. Alle Messungen wiesen mehr als 35 mg/l Nitrat auf. Der höchste Messwert lag bei 46,6 mg/l Nitrat, gemessen in Metelen. Nach der Oberflächengewässerverordnung dürfte die Vechte beim Verlassen von Deutschland nur 12,3 mg/l Nitrat aufweisen. Dieser Wert wurde mit 35,4 mg/l um das Doppelte überschritten. Bei Messungen Anfang Oktober 2020 in der Grafschaft Bentheim wurde ein Wert von durchschnittlich 18 mg/l gemessen.

### Fischsterben in der Vechte
Angetrieben durch die Dürre und Hitze in Europa 2018 kam es Ende Juli 2018 in der Vechte, zwischen Neuenhaus und Nordhorn, zu einem massiven Fischsterben.

## Geschichte

### Schifffahrt auf der Vechte
Die Vechte spielte bis weit in das 19. Jahrhundert eine bedeutende Rolle für die Schifffahrt. Da der niederschlagsabhängige Fluss in den Sommermonaten wenig Wasser führt, war der Wasserstand zeitweise sehr niedrig. Die Bauart der Boote, sogenannte Zompen, war daran angepasst. Über die Vechte wurde hauptsächlich Bentheimer Sandstein nach Zwolle transportiert. Um die Fahrzeit nach Zwolle zu verkürzen, wurde die Neue Vecht um 1600 angelegt. Mitte des 19. Jahrhunderts wurden der Kanal Dedemsvaart und der Abzweig Lutterhoofdwijk gebaut, dadurch verkürzte sich die Strecke von Coevorden nach Zwolle, und die Vechte verlor an Bedeutung als Transportweg. Mit der Eröffnung des Overijsselse Kanaal 1858 endete die kommerzielle Schifffahrt auf der Vechte.
Zwischen 1898 und 1908 wurde die Vechte kanalisiert und viele Flussschlingen abgeschnitten. Dadurch sank der Wasserstand, weshalb ab 1920 zur Regulierung sieben Schleusen und Stauwehre gebaut wurden (De Haandrik, Ane (abgebaut), Hardenberg, Diffelen, Junne, Vilsteren, Dalfsen). Die Vechte ist heute von ihrer Mündung bei Zwolle bis nach Junne oberhalb von Ommen schiffbar für Schiffe bis zu einem Meter Tiefgang.

### Hochwasserereignisse

#### Hochwasser 1946
Von dem Jahrhunderthochwasser im Einzugsgebiet der Ems im Februar 1946 war auch das Einzugsgebiet der Vechte betroffen. Das Wasser stand in Nordhorn 60 cm hoch auf den Straßen.

#### Vechtehochwasser 2010
Im August 2010 kam es nach unwetterartigen Regenfällen mit bis zu 200 l/m² durch das Tiefdruckgebiet „Cathleen“ zu einem Jahrhunderthochwasser entlang der Vechte. Insbesondere waren hiervon die Obergrafschaft und Nordhorn betroffen, die nachfolgenden Orte der Niedergrafschaft konnten sich mit Vorlauf auf die steigenden Pegelstände vorbereiten, sodass es hier kaum zu Beeinträchtigungen kam. Für den Raum Ohne wurde das Hochwasser vom Niedersächsischen Landesbetrieb für Wasserwirtschaft, Küsten- und Naturschutz als „200-Jahr-Hochwasser“ bezeichnet.
In der Obergrafschaft, insbesondere in Schüttorf, Samern und Ohne, sorgte das Hochwasser für Überschwemmungen von Wohngebieten, in Nordhorn war die Innenstadt bedroht, u. a. drohte ein Geschäftshaus unterspült zu werden. Der Einsatz der Helfer vermochte aber, in Nordhorn größere Schäden zu vermeiden. Infolge des Hochwassers kam es zu Ernteausfällen, besonders im Kartoffelanbau.
Beim Hochwassereinsatz waren bis zu 600 Helfer gleichzeitig im Einsatz; im Einsatz waren neben den Freiwilligen Feuerwehren der gesamten Grafschaft Bentheim, dem THW Nordhorn, der Polizei und dem Rettungsdienst auch 108 Soldaten der Bundeswehr sowie zahlreiche weitere freiwillige Helfer.
Neben dem Hochwasserereignis von 2010 führten auch die Hochwasserereignisse vom 1. Januar 1987 und vom 29. Oktober 1998 am Wehr Neuhaus zu Wasserständen von mehr als 5,10 m.

## Galerie

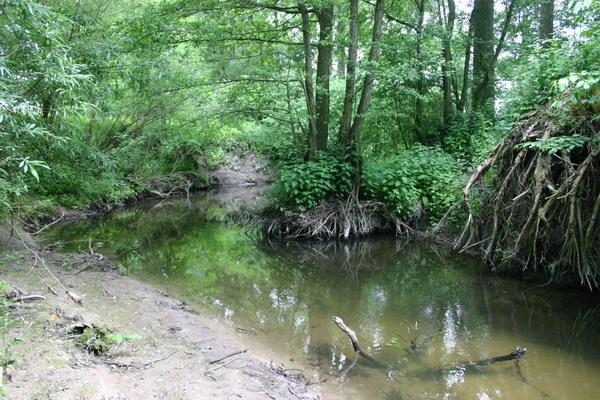
Oberlauf der Vechte
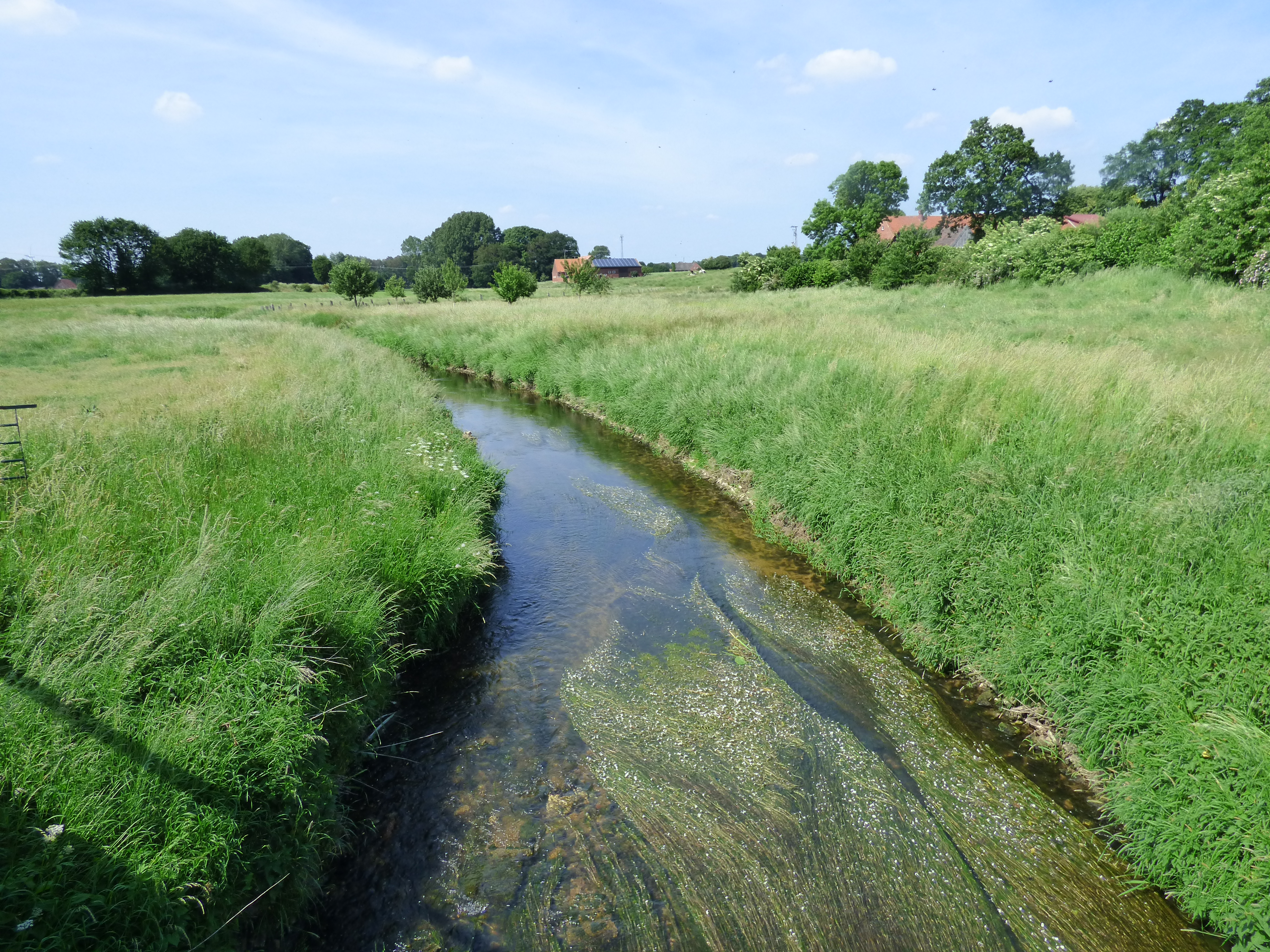
Vechte bei Wettringen
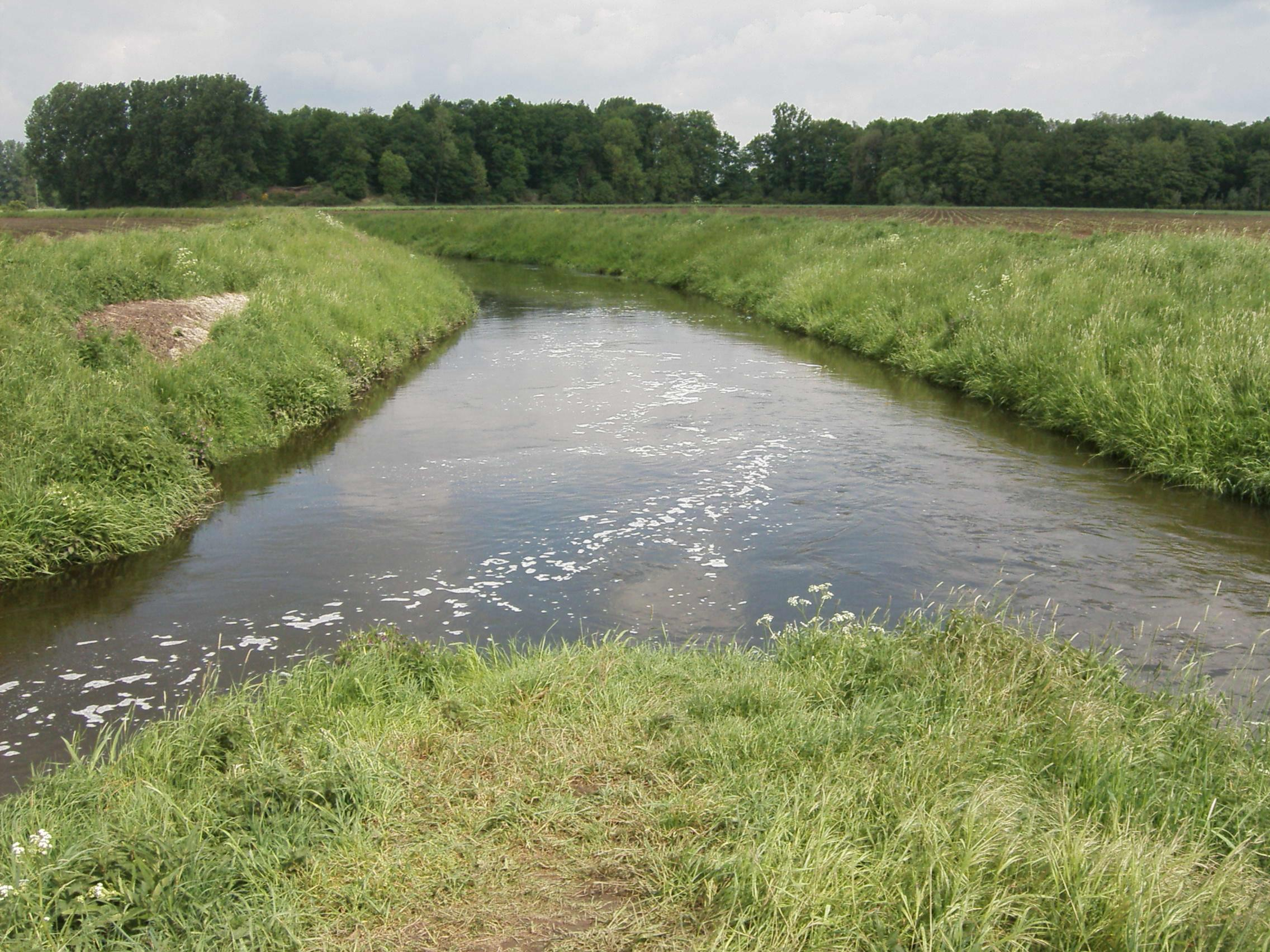
Einmündung der Steinfurter Aa (rechts) in die Vechte (links) in Bilk
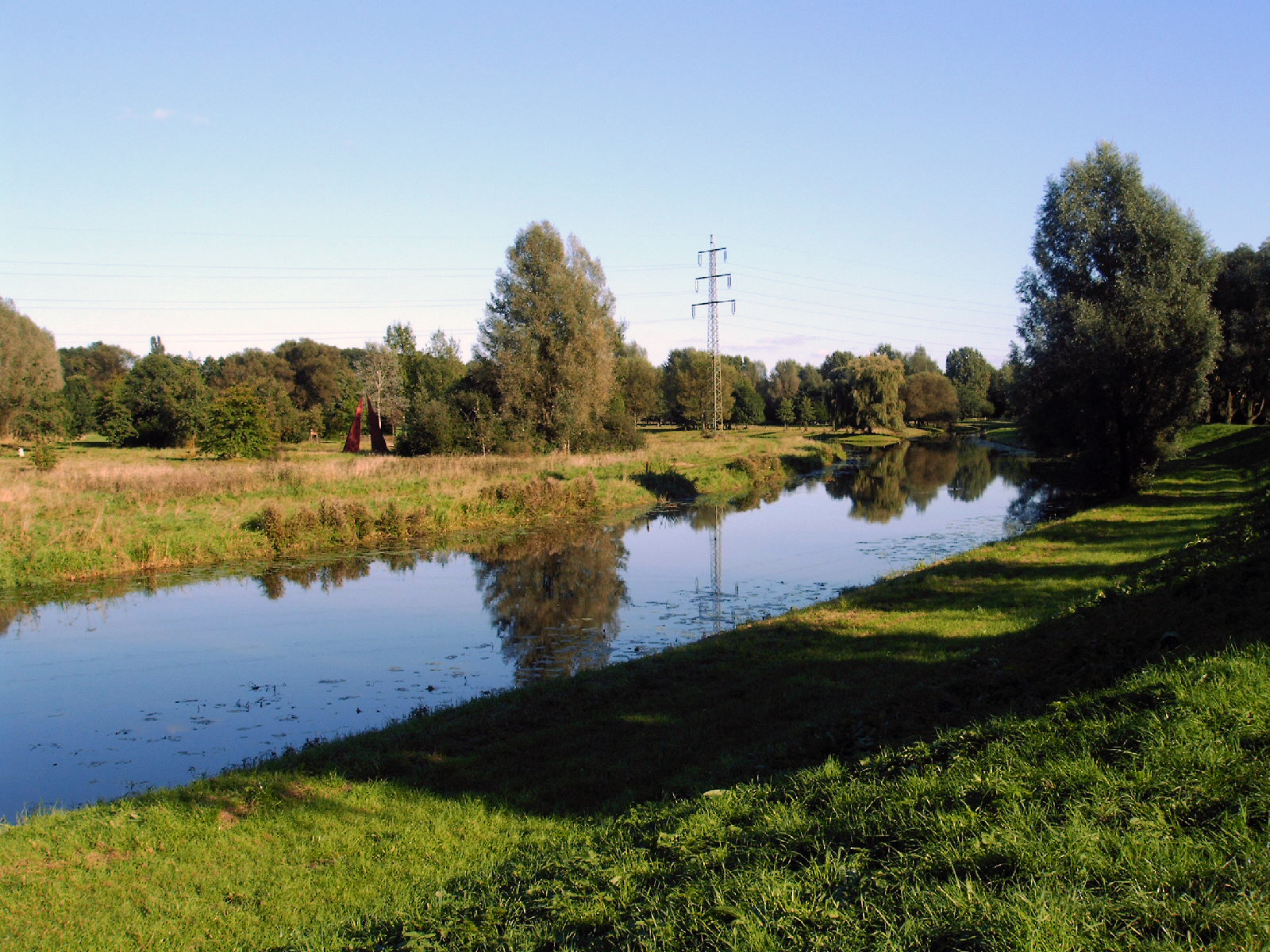
Vechtearm bei Schüttorf
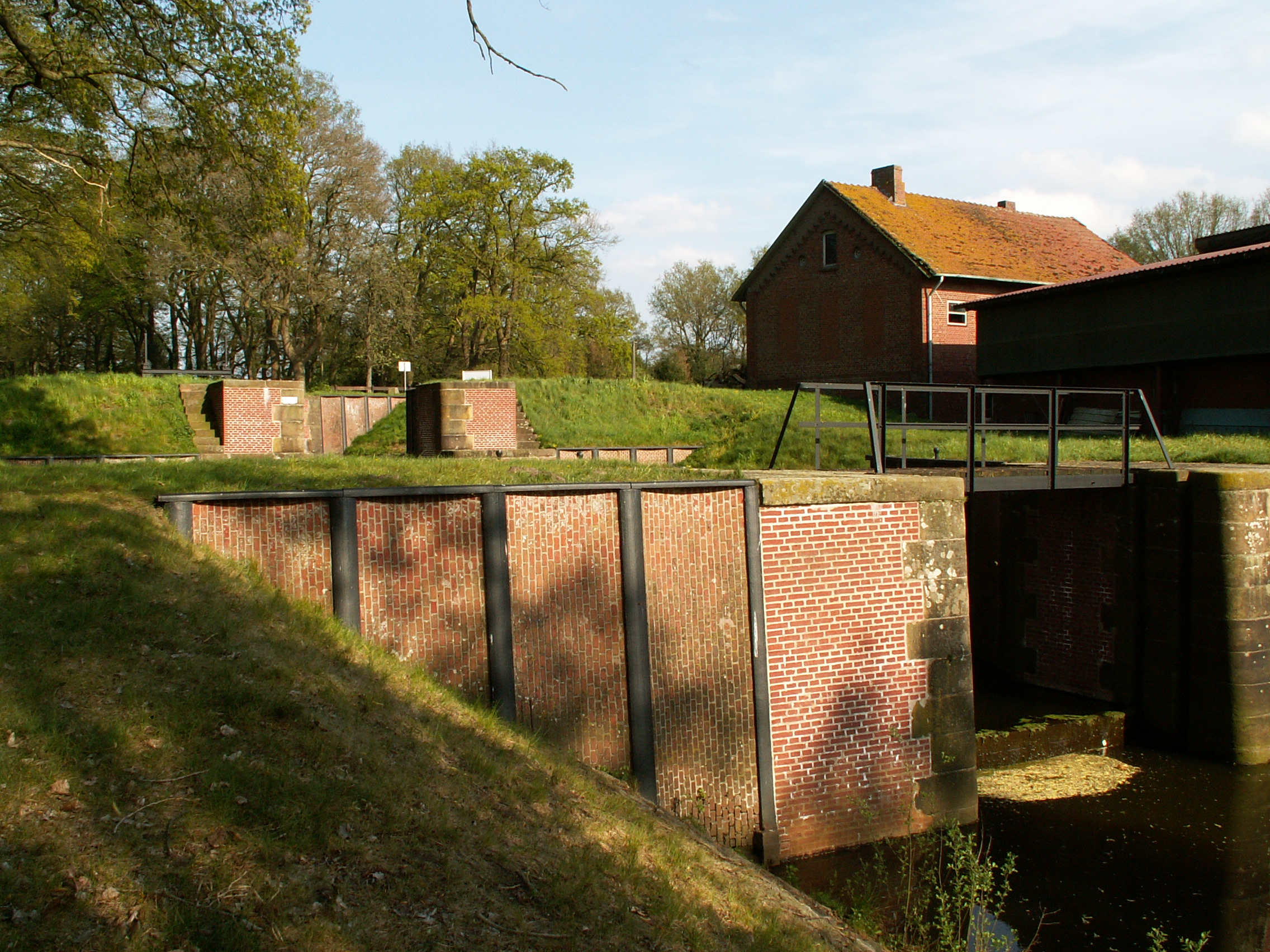
Koppelschleuse des Ems-Vechte-Kanals in die Vechte in Nordhorn
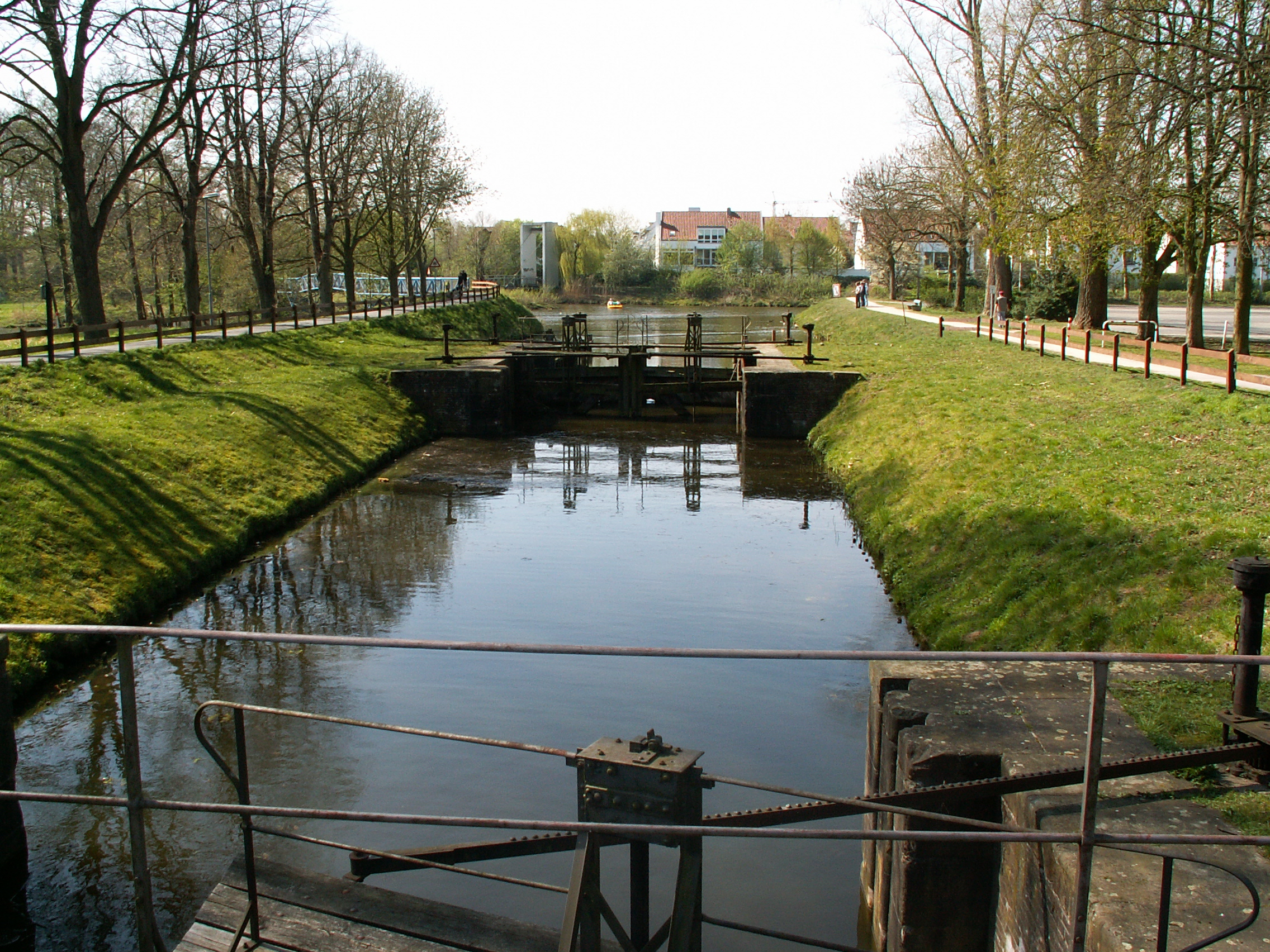
Verbindungsschleuse, dahinter quer die Vechte und geradeaus der Nordhorn-Almelo-Kanal
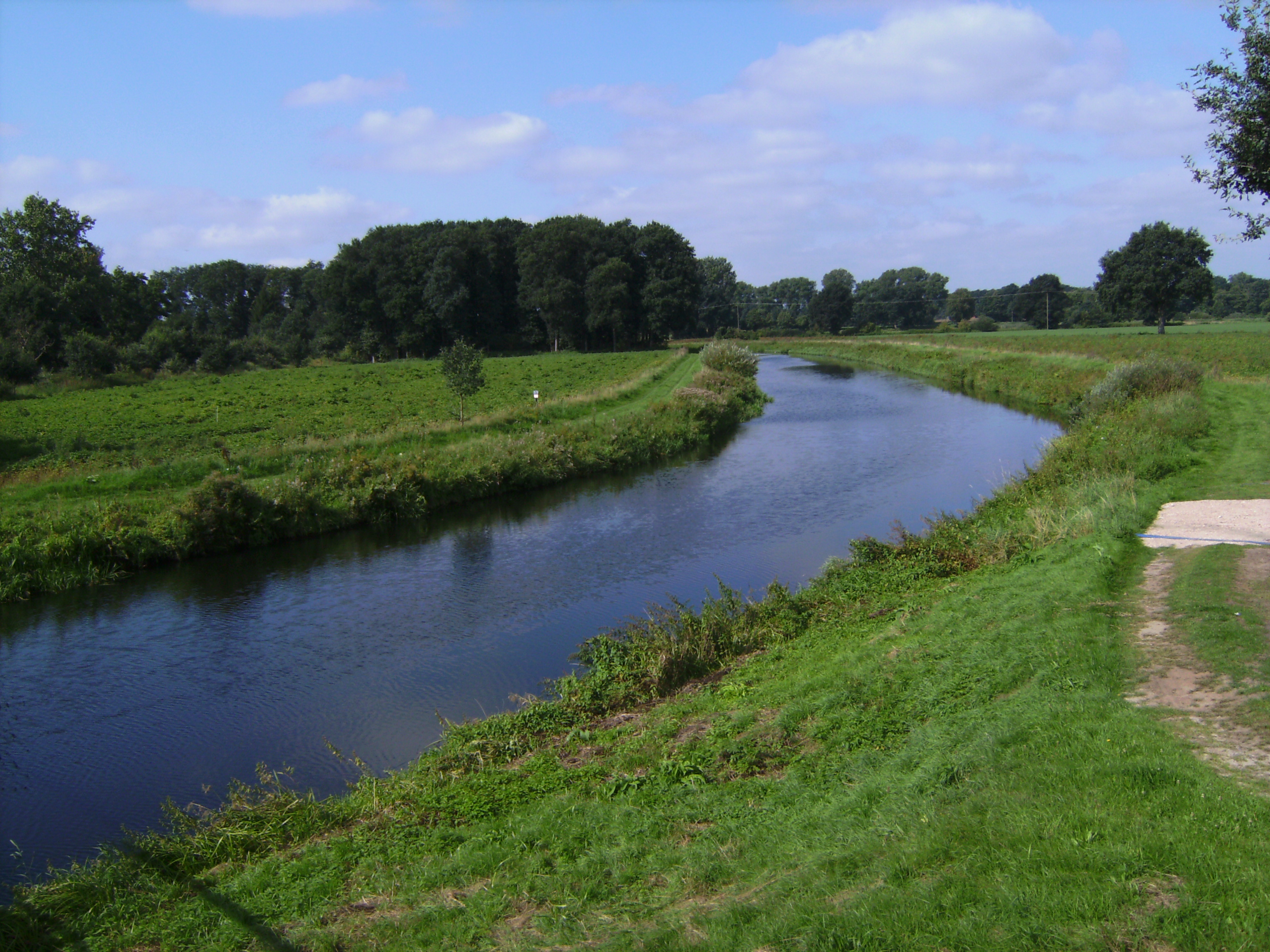
Die Vechte bei Neuenhaus
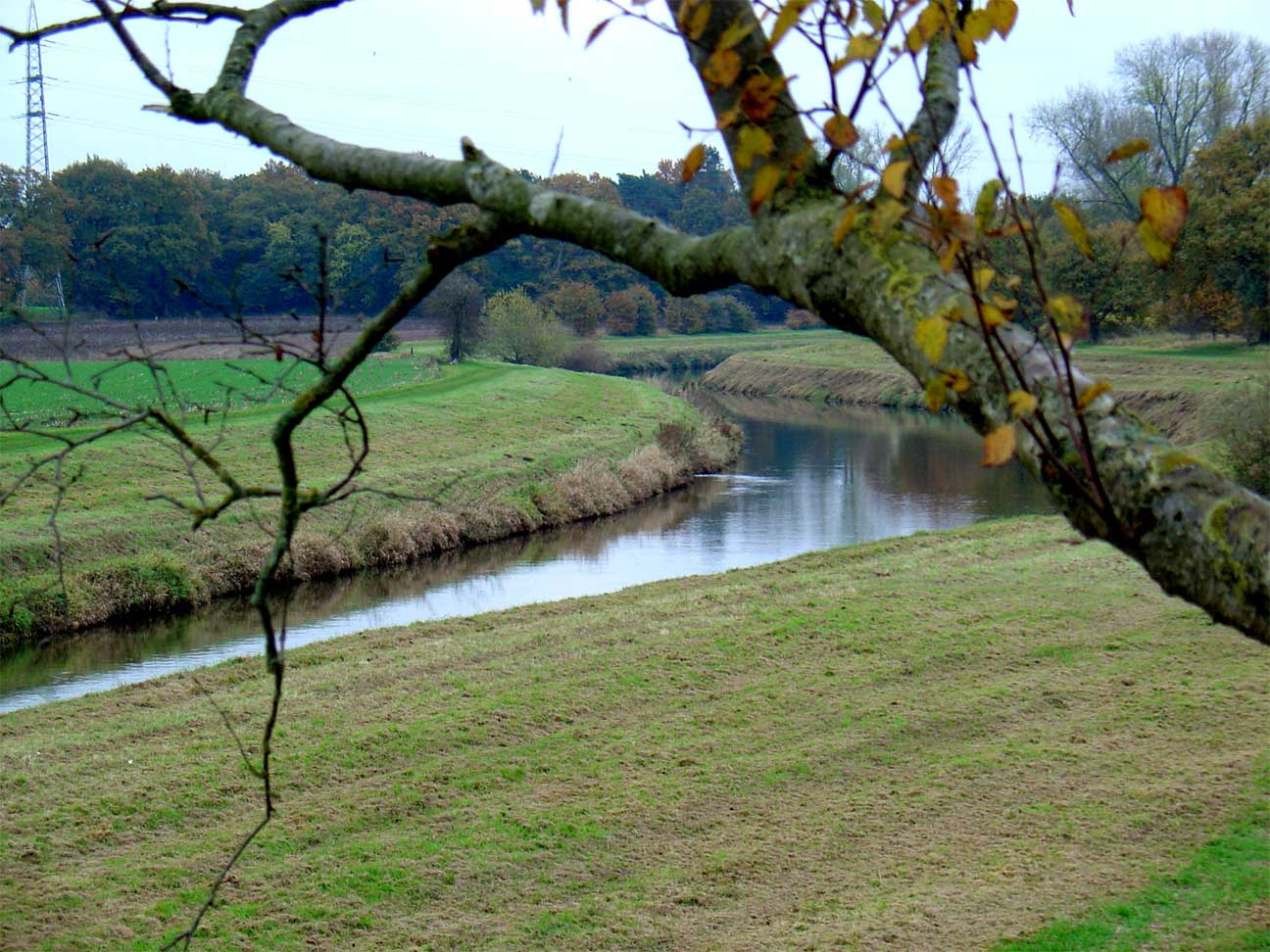
Die Vechte bei Hoogstede
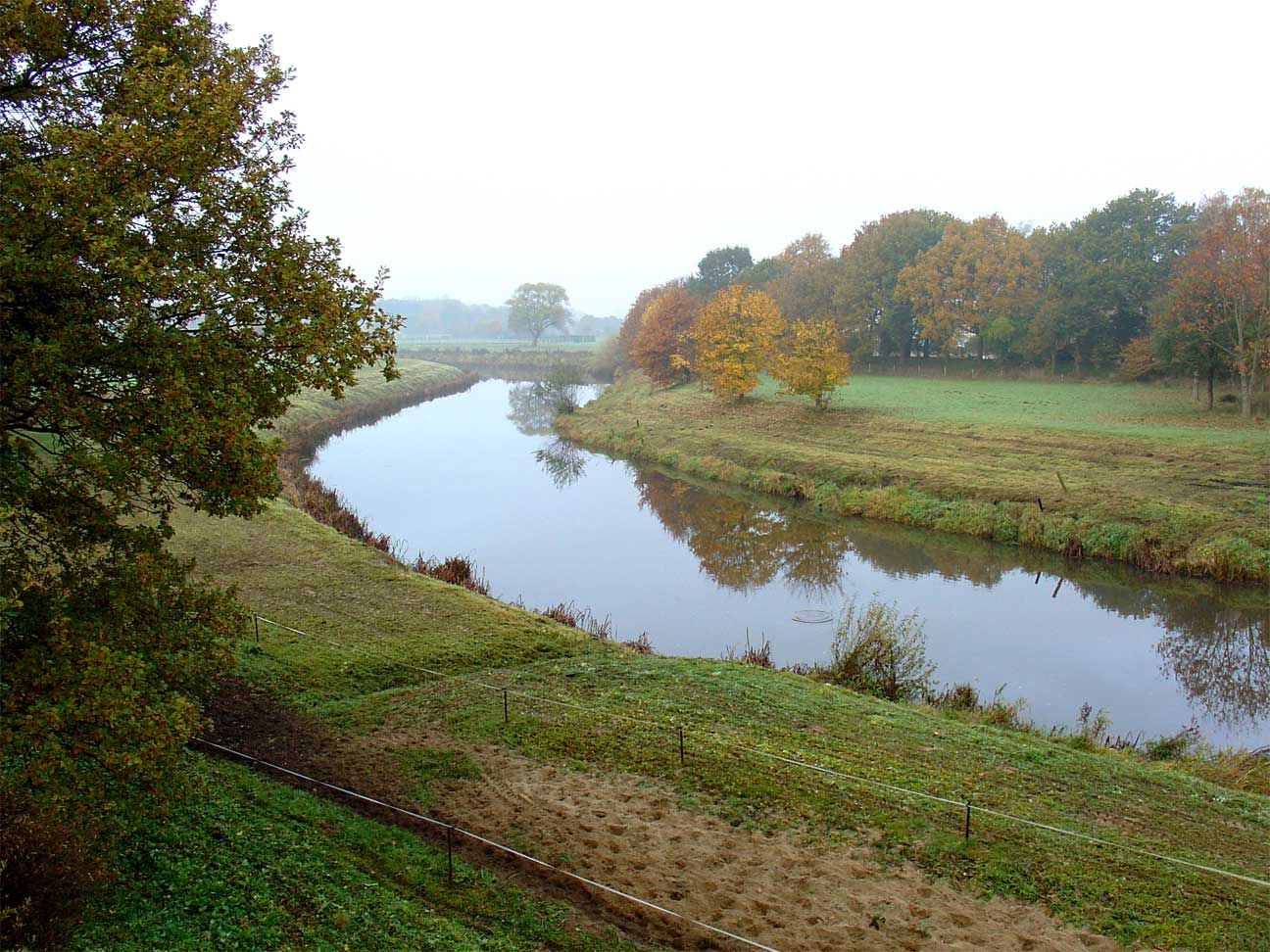
Die Vechte bei Emlichheim